# Weight of the False Self
| Оценки критиков | Оценки критиков                                           |
| Источник        | Оценка                                                    |
| --------------- | --------------------------------------------------------- |
| Allmusic        | [Weight of the False Self (англ.) на сайте AllMusic link] |

Weight of the False Self — восьмой студийный альбом американской металкор-группы Hatebreed. Он был выпущен 27 ноября 2020 года на лейбле Nuclear Blast. Группа получила, преимущественно, положительные отзывы за верность своим корням.

## Список композиций
| №   | Название                             | Длительность |
| --- | ------------------------------------ | ------------ |
| 1.  | «Instinctive (Slaughterlust)»        | 2:52         |
| 2.  | «Let Them All Rot»                   | 2:45         |
| 3.  | «Set It Right (Start With Yourself)» | 2:45         |
| 4.  | «Weight of the False Self»           | 2:43         |
| 5.  | «Cling to Life»                      | 3:07         |
| 6.  | «A Stroke of Red»                    | 3:16         |
| 7.  | «Dig Your Way Out»                   | 2:15         |
| 8.  | «This I Earned»                      | 3:05         |
| 9.  | «Wings of the Vulture»               | 2:41         |
| 10. | «The Herd Will Scatter»              | 3:06         |
| 11. | «From Gold to Gray»                  | 2:53         |
| 12. | «Invoking Dominance»                 | 3:18         |

## Участники записи
- Джейми Джаста — вокал
- Фрэнк Новинек — гитара
- Уэйн Возиняк — гитара
- Крис Битти — бас-гитара
- Мэтт Бирн — барабаны